# Miodunka wąskolistna
Miodunka wąskolistna (Pulmonaria angustifolia L.) – gatunek roślin z rodziny ogórecznikowatych (Boraginaceae). Występuje naturalnie w środkowej i wschodniej Europie. Ponadto jest uprawiany jako roślina ozdobna. 

## Rozmieszczenie geograficzne
Rośnie naturalnie w środkowej i wschodniej Europie. Został zaobserwowany w takich państwach jak Francja, Niemcy, Polska, Czechy, Słowacja, Węgry, Austria, Włochy, Słowenia, Chorwacja, Serbia, Dania, Szwecja, Estonia, Łotwa, Litwa, Białoruś, Ukraina, Mołdawia oraz europejska część Rosji. W Polsce występuje w rozproszeniu na niżu, liczniej we wschodnich rejonach kraju. 

## Morfologia
PokrójRoślina zielna dorastająca do 10–35 cm wysokości. Ma krótkie kłącza.
LiścieBlaszka liściowa jest szorstka i szczeciniasto owłosiona. Liście odziomkowe są wąskie, długie, 5–10 razy dłuższe niż szerokie, mają lancetowaty kształt, najszersze w połowie długości, mają nasadę zbiegającą po ogonku i zaostrzony wierzchołek. Liście łodygowe są mniejsze, siedzące, skrętoległe.
KwiatyKwiatostan początkowo jest gęsty, później staje się luźny. Kielich jest rurkowaty, szczeciniasto owłosiony, z pięcioma ząbkami. Korona początkowo ma purpuroworóżową barwę, lecz z czasem staje się lazurowobłękitna, płytko rozcięta na 5 zaokrąglonych łatek, naga.
OwocGładkie rozłupki o jajowatym kształcie. Nasiona z elajosomem, są rozsiewane przez mrówki.

## Biologia i ekologia
Bylina. Kwitnie w kwietniu i maju. Rośnie na glebach suchych i świeżych, żyznych, o odczynie obojętnym. Preferuje półcień. Spotykana w widnych i kwaśnych dąbrowach, w subborealnym borze mieszanym i sporadycznie w świeżym borze sosnowym. 

## Zagrożenia i ochrona
Umieszczona na polskiej czerwonej liście w kategorii VU (narażony).